# 正心女子短期大学
正心女子短期大学（日语：／ Seishin Joshi Tanki Daigaku *），简称正短，是过去一所位于鹿儿岛县姶良郡加治木町的私立短期大学。

## 概要

### 简介
- 短期大学为于1967年开办[1][2]、由学校法人鹿儿岛学园经营。停办于1988年[2]

### 历史
- 1967年 由学校法人正村学园、 正心女子短期大学成立并同时设置一个学科即家政科。
- 1969年 家政科分离为两个专攻、以下列举。
  - 家政专攻
  - 食物营养专攻。
- 1970年 经营母体更名为学校法人鹿儿岛学园。
- 1987年 停办。

## 学校环境
- 校区：在了鹿儿岛县姶良郡加治木町[注 1]

## 历任校长
- 町野硕夫：第一代短期大学校长[3]。
- 山崎喜雄：最后短期大学校长[4]。

## 组织

### 学科
- 家政科
  - 家政专攻
  - 食物营养专攻

### 专科
| - 没有 |

### 业余课程
| - 没有 |

## 相关链接
- 日本短期大学列表